# Mihail Kogălniceanu (1907)

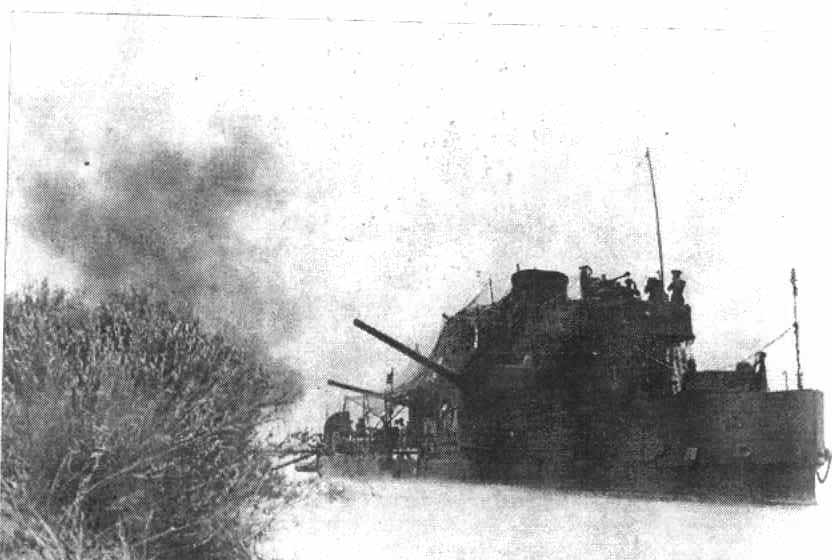
Mihail Kogălniceanu у 1941 році. Видно встановлений у 1918 хвилевідбійник та нові гармати з подовженими стволами.

Mihail Kogălniceanu - річковий монітор військово-морських сил Румунії, один з чотирьох моніторів типу "Братіану". Названий на честь державного діяча Румунії Михаїла Коґелнічану, корабель брав участь у обох Світових війнах. 

## Конструкція та технічні характеристики
Mihail Kogălniceanu, як і інші однотипні монітори, був побудований у  Австро-Угорщині за замовленням Румунії та доправлений по секціям до Галацу, де був зібраний та спущений на воду 1907. Повна водотоннажність корабля складала  750 тон. Його довжина складала 63.5 метра, а бімс- 20.3 метри, осадка - 1.6 метра. Корабель приводили у рух два двигуни з двома паровими котлами, які забезпечували потужність у 1,800 кінських сил, яка, у свою чергу, забезпечувала швидкість до 13 вузлів. Екіпаж складався з 110 осіб. Монітор міг пройти 1300 морських миль на швидкості 9,7 вузлів.  Броня корабля досягала товщини 70–75 мм на броньовому поясі, баштах та бойовій рубці. На час Першої Світової війни озброєння корабля складалося з трьох 120 мм морських гармат Škoda в окремих баштах, однієї 120 mm гаубиці Škoda, чотирьох 47 mm морських гармат Škoda naval guns та двох 6.5 мм кулеметів Максима румунського виробництва.  У 1937-1938 монітор був модернізований, зокрема старі гармати головного калібру були замінені трьома гарматами того ж калібру Škoda-Bofors з довщим стволом. Під час Другої світової війни, крім згаданих гармат, монітор був озброєний однією 76 мм зеніткою, двома 47 мм гарматами та двома кулеметами.Як і однотипні монітори, Mihail Kogălniceanu разом з іншими однотипними моніторами був пристосований для охорони конвоїв, у зв'язку з чим його оснастили двома бомбометами для запуску глибинних бомб (один 700 мм, а інший - 760 mm).
На початку 1918, Mihail Kogălniceanu був перебудований як морський монітор. Його ніс оснастили хвилевідбійником, внутрішні вантаж було краще збалансовано, аби запобігти крену, палубу зробили водонепроникною. Корабель отримав додаткове навігаційне обладнання з старого крейсера Elisabeta. На початок березня 1918 монітор був готовий до виходу у море.

## Друга Балканська війна
Під час Другої Балканської війни румунські сухопутні війська перетнули Дунай і вторглися до Болгарії. Під час війни Mihail Kogălniceanu входив до групи кораблів, які перевозили румунські війська з Корабії до болгарського берега. 

## Перша світова війна
Коли Румунія вступила у Першу світову війну у 1916 році, Mihail Kogălniceanu знаходився під командуванням капітана Константина Міческу (Constantin Miclescu). 
Монітор та його три "систер-шипи" брали участь у битві при Тутракані. Чотири військові кораблі тримали болгарські і німецькі сухопутні війська під потужним і точним вогнем, що дозволило тисячам румунських військ врятуватися з оточеного міста. Монітор був особливо активний протягом останніх двох днів битви, 5 і 6 вересня 1916 року 
Румунські монітори внесли значний внесок у перемогу Румунії та Росії під час першої битви при Кобадині. Тому німецький генерал Август фон Макензен вирішив знищити румунських монітори. Він визначив 7 артилерійських офіцерів, та гармати з калібрами в діапазоні від 150 мм до 305  мм, щоб атакувати і знищити монітори, коли вони пересувалися між Расовою і Олтіною 21 вересня. Німецькі батареї вели інтенсивний вогонь, але єдиний їх успіх до кінця дня - незначні ушкодження монітора Alexandru Lahovari, на який також мав 6 поранених. Коли в кінці дня німецький літак-спостерігач повідомив, що жоден з моніторів не був потоплений, Маккензен усунув з посад усіх 7 офіцерів. 
На початку жовтня чутки про наближення румунських річкових моніторів спричинили відступ австро-угорської Дунайської флотилії, поклавши кінець битві при Рахові . 
У грудні Mihail Kogălniceanu та решта румунської флотилії Дунаю відійшли до дельти Дунаю після наступу Центральних держав, що завоювала майже всю Волощину. 21 грудня  та одна з її сестер підтримали російський наступ проти болгарських ліній оборони. Два бойових корабля відкрили потужний вогонь проти зайнятих болгарами сіл Черна і Пятра Рожі, а також окупований німецьким Сатул Ноу. Під сильним вогнем румунських моніторів болгари тимчасово відступили, але незабаром повернулися на свої позиції після того, як росіяни їх зайняти. В останні дні 1916 року Mihail Kogălniceanu знаходився в Ізмаїлі, прикриваючи судна, які перевозили росіян на північ через Кілійське гирло. 
Після зими, проведеної у відносній бездіяльності румунський флот вживав деякі оборонні заходи, а також здійснив модернізацію бойових кораблів. Зокрема монітори пристосовані до застосування французьких 120 мм снарядів, які збільшили дальність стрільби їх гармат до 11  км. У липні 1917 р. Румунські спостерігачі взяли участь в інтенсивному бомбардуванною окупованої Болгарією Тулчі. Бомбардування завдало значних втрат, і монітори стріляли, поки всі ворожі артилерійські батареї в місті і навколо нього не були придушені, зазнавши лише легких пошкоджень. Бомбардування тривало кілька днів, і в останній день, 26 липня, Mihail Kogălniceanu був уражений снарядом гаубиці. Екіпаж не зазнав втрат, але подія стала  своєрідним "вогневим хрещенням". 
Монітор провів останню операцію румунського флоту під час війни, яка відбулася після того, як Румунія знову оголосила війну Центральним державам 10 листопада 1918 року. Вранці 11 листопада, за три години до підписання Комп'єнського перемир'я з Німеччиною, монітор разом з 30-тонною річковою торпедною канонеркою Trotușul зайняв порт Браїла після відходу німців з міста. Два румунських військових корабля захопили 77 різноманітних німецьких суден, залишених у порту міста (баржі, танкери, буксири, плавучі крани, моторні човни). 

## Міжвоєнний період
У 1924 році Mihail Kogălniceanu взяв участь у придушенні Татарбунарського повстання разом з іншими військовими кораблями румунського флоту. Румунські кораблі захопили у Периправі численних повстанців, а також значну кількість зброї та боєприпасів. 
Примітно, що наприкінці 1930-х монітором командував Хорія Мачелларіу, який потім стала контр-адміралом і командувачем Чорноморського флоту Румунії в 1943 році. 

## Друга Світова війна

### Бої з Дунайською флотилією СРСР
Коли Румунія приєдналася до вторгнення Осі в Радянський Союз у червні 1941 року, Mihail Kogălniceanu був флагманом Тактичної групи Тулча, формування військових кораблів, що захищали узбережжя дельти Дунаю від радянських набігів. За даними румунських джерел 23 червня і 13 липня Mihail Kogălniceanu взяв участь у боях з одним і тим же радянським монітором, завдавши йому ушкоджень та паралізувавши діяльність цього корабля.що завдав їй збитків в обох зустрічах. Таким чином, радянський монітор виявився недіючим доти, доки радянський флот не вийшов з району наприкінці липня. 14 липня, поблизу Ізмаїла, Mihail Kogălniceanu вступив у бій з монітором" Ударний" завдавши йому ушкоджень. Можливо, що Mihail Kogălniceanu також пошкодив один радянський бронекатер. 17 липня монітор атакував групу радянських військових кораблів в Ізмаїлі, можливо,потопивши одну баржу. 29 червня монітор збив радянський літак.  
Згідно російських джерел, знищення румунських моніторів було пріоритетним завданням Дунайської флотилії. Його намагалися вирішити ударами авіації -  бомбардувальників СБ. Планувалася також атака торпедними катерами Г-5. Водночас попри згадки про інтенсивні обстріли румунськими моніторами берегових об'єктів, а також про бої радянських моніторів з румунськими береговими батареями,  інформація про бої румунських і радянських річкових кораблів відсутня.

### Підтримка наземних операцій
24 червня 1941 монітор атакував радянський плацдарм на Чаталокой. Він випустив лише 8 снарядів, але знищив ними склад  боєприпасів або сховище палива. 3 липня вона підтримала румунські наземні війська в їх успішній ліквідації цього радянського плацдарму. 10 липня монітор обстріляв Ісмаїл, а через два дні корабель обстріляв радянський спостережний пункт. 

### Загибель
24 серпня 1944 року, на наступний день після того, як Румунія припинила боротьбу проти Радянського Союзу, Mihail Kogălniceanu був потоплений радянськими літаками. 